# Marianne Hedengrahn
Marianne Hedengrahn, född 24 maj 1941 i Uppsala, är en svensk skådespelare.

## Biografi
Hedengrahn genomgick flickskola i Uppsala och kom därefter in vid Malmö Stadsteaters elevskola 1959. Hon examinerades därifrån 1962 och blev samma år anställd i Malmö Stadsteaters fasta ensemble. Scendebuten skedde emellertid 1961 i Världsomsegling, där hon fick gestalta en "ljuv flicka". Hon filmdebuterade 1962 i novellfilmen Dagboken – scener ur tre böcker och under 1960-, 1970- och 1980-talen att medverka i flera produktioner från Malmö-TV. 1993 lämnade hon Malmö Stadsteater och flyttade till Stockholm, där hon engagerades vid Unga Klara.
1996–1999 kom hon att gestalta rollen som Lillemor Blom i TV-serien Skilda världar, vilket gjorde henne känd för en större publik. Under 1990-talet medverkade hon i flera andra serier, däribland Tre Kronor (1997) och Emma åklagare (1997). 2009 spelade hon i filmen Oskar, Oskar och 2011 i The Stig-Helmer Story.

## Filmografi
- 1962 – Dagboken – scener ur tre böcker
- 1963 – Barnvagnen
- 1963 – Brott i sol
- 1963 – Trämålning
- 1964 – Mollusken
- 1965 – Farlig kurs (TV-serie)
- 1966 – Jungfruleken
- 1968 – Monsieur Barnett
- 1971 – Ferien
- 1974 – Purpurgreven
- 1974 – Larry Larssons flykt och förvandling
- 1977 – I väntrummet
- 1980 – Lycka till (TV-serie)
- 1981 – Victor eller När barnen tar makten
- 1985 – Nya Dagbladet (TV-serie)
- 1990 – Apelsinmannen
- 1995 – Anmäld försvunnen
- 1995 – En nämndemans död (TV-serie)
- 1995 – Hundarna i Riga
- 1995 – Petri tårar
- 1995 – Vi skulle ju bli lyckliga...
- 1995 – Vita lögner
- 1996 – Anna Holt – polis (TV-serie)
- 1996 – Skilda världar (TV-serie)
- 1997 – Tre Kronor (TV-serie)
- 1997 – Emma åklagare (TV-serie)
- 2009 – Oskar, Oskar
- 2011 – The Stig-Helmer Story

## Teater

### Roller (ej komplett)
| År   | Roll                       | Produktion | Regi             | Teater                   |
| ---- | -------------------------- | --- | ---------------- | ------------------------ |
| 1965 |                            | Kvartetten som sprängdes Birger Sjöberg | Josef Halfen     | Malmö stadsteater        |
| 1965 |                            | Djävulens följe (The Devils) John Whiting | Lennart Olsson   | Malmö stadsteater        |
| 1965 |                            | Karmelitersystrarna (Les Dialogues des Carmélites) Georges Bernanos                                                                             | Andris Blekte    | Malmö stadsteater        |
| 1966 |                            | Adam och Vera i Blackeberg Bo Sköld | Eva Sköld        | Malmö stadsteater        |
| 1966 |                            | Söndagshustrun (Woman in a Dressing Gown) Ted Willis                                                                                            | Åke Engfeldt     | Malmö stadsteater        |
| 1967 |                            | Den girige (L'Avare) Molière | Eva Sköld        | Malmö stadsteater        |
| 1968 |                            | Mutter Courage och hennes barn (Mutter Courage und ihre Kinder) Bertolt Brecht                                                                  | Jan Lewin        | Malmö stadsteater        |
| 1971 |                            | Vår i luften (Boeing Boeing) Marc Camoletti | Egon Larsson     | Malmö stadsteater        |
| 1978 | Beverly                    | I skuggan (The Shadow Box) Michael Cristofer | Claes Sylwander  | Helsingborgs stadsteater |
| 1978 | Valeria                    | Caviar och spagetti (Caviale e lenticchie) Giulio Scarnicci och Renzo Tarabusi                                                                  | Egon Larsson     | Helsingborgs stadsteater |
| 1980 | Kathleen                   | Terra Nova Ted Tally | Fred Hjelm       | Stockholms stadsteater   |
| 1981 | Charlotte von Stein        | Ett samtal i huset Stein rörande den frånvarande herr von Goethe (Ein Gespräch im Hause Stein über den abwesenden Herrn von Goethe) Peter Hacks | Cecilia Ölveczky | Malmö stadsteater        |
| 1983 |                            | Oväder August Strindberg | Josef Halfen     | Malmö stadsteater        |
| 1984 |                            | Har ni sett Butlern? (Pass the Butler) Eric Idle                                                                                                | Lennart Olsson   | Malmö stadsteater        |
| 1984 |                            | Kärleksbarn (Caged birds) Lynda La Plante | Kerstin Birde    | Malmö stadsteater        |
| 1986 | Claire                     | Balansgång (A Delicate Balance) Edward Albee | Ronnie Hallgren  | Malmö Stadsteater        |
| 1988 | Irina Nikolajevna Arkadina | Måsen (Чайка, Tjajka) Anton Tjechov | Ronnie Hallgren  | Malmö Stadsteater        |
| 1990 |                            | Ett dårhus i Goa (A Madhouse in Goa) Martin Sherman                                                                                             | Göran Stangertz  | Malmö stadsteater        |
| 1999 | Bea Sullivan               | Andras pengar (Other People's Money) Jerry Sterner                                                                                              | Lena Söderblom   | Stockholms stadsteater   |

## Radioteater

### Roller
| År   | Roll           | Produktion                              | Regi           |
| ---- | -------------- | --------------------------------------- | -------------- |
| 1965 | Inger Malmgren | Den försvunne disponenten Folke Mellvig | Lennart Olsson |